# Pavlik Morozov

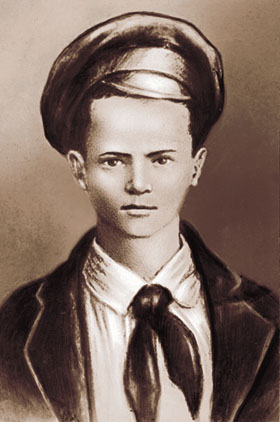
Pavel „Pavlik“ Morozov

Pavel Trofimovitsj Morozov (Russisch: Павел Трофимович Морозов), beter bekend als Pavlik Morozov (Russisch: Павлик Морозов) (Gerasimovka, oblast Sverdlovsk, 14 november 1918 – aldaar, 3 september 1932) was een Sovjet-Russische boerenjongen die samen met zijn broer werd vermoord, volgens de officiële lezing door zijn familie, nadat hij tegen zijn vader had getuigd, die ‘koelakken’ zou hebben geholpen. De moord op Pavlik werd in de Sovjet-Unie aangegrepen voor propagandadoeleinden en groeide uit tot een ware ‘Pavlik-cultus’.

## Leven

#### Gerasimovka
Pavlik werd geboren in Gerasimovka, een afgelegen dorp in de Oeral. Gerasimovka was een uitermate armoedig dorp, maar de dorpelingen waren van oudsher wel zeer op hun onafhankelijkheid gesteld. Ze waren in de 19e eeuw vanuit centraal-Rusland naar het Oosten getrokken op zoek naar land en vrijheid en verzetten zich rond 1930 heftig tegen aansluiting bij de collectieve kolchozen. Alras werd het dorp door de pers als ‘koelakkennest’ aangeduid.

#### Arrestatie Pavliks vader
Pavliks vader, Trofim Morozov, was een eenvoudige hardwerkende boer, die in zijn dorp zeer werd gerespecteerd. In 1931 diende hij er in zijn derde termijn als Sovjet-voorzitter. In oktober 1931 werd hij gearresteerd omdat hij verbannen ‘koelakken’ aan valse papieren zou hebben geholpen. Mogelijk heeft Pavlik zijn vader toen al aangegeven. In Gerasimovka had Pavlik, samen met zijn jongere broer Fjodor, al langer de reputatie dat hij dorpsgenoten aangaf als ze zich niet aan de regels hielden. Bovendien koesterde hij wrok tegen zijn vader, omdat deze zijn gezin had verlaten voor een andere vrouw. Hoe dan ook, in november 1931 getuigde Pavlik tijdens Trofims proces in de dorpsschool openlijk tegen zijn vader. Toen deze hem toeschreeuwde: “Ik ben het, je vader”, zou Pavlik tegen de rechter gezegd hebben: “Ja, hij was mijn vader, maar nu niet meer. Ik sta hier niet als zijn zoon, maar als pionier”. Trofim werd veroordeeld tot dwangarbeid in het hoge noorden en later doodgeschoten.

#### Moord op Pavlik
Op 3 september 1932 werden Pavlik en zijn broer Fjodor vermoord gevonden in een bos bij Gerasimovka. De pers meldde direct dat de moord gepleegd was door zijn familie, uit wraak, omdat Pavlik zijn vader zou hebben aangegeven en tegen hem had getuigd.
De ware toedracht van de moord is nog steeds moeilijk te achterhalen, omdat de zaak onmiddellijk werd gepolitiseerd. Waarschijnlijk echter heeft de familie van Pavlik met de hele moord niets te maken gehad. Volgens Orlando Figes zijn de jongens vermoedelijk vermoord door een neef na een ruzie om een wapen. Niettemin werden vijf familieleden aangeklaagd, waaronder Pavliks grootouders, na beschuldigingen van diezelfde neef. Tijdens een showproces, in aanwezigheid van veel Sovjetpers, werden vier van hen veroordeeld tot het vuurpeloton en vervolgens geëxecuteerd.

#### Pavlik-cultus
Al vanaf het begin van het onderzoek werd de moord door de Sovjet-pers afgeschilderd als een politieke misdaad met Pavlik in de rol van de onschuldige model-Pionier en de moordenaars als ‘contrarevolutionaire koelakken’. Pavlik groeide zo snel uit tot held van een propagandistische cultus, die in de herfst van 1933 van start ging. Verhalen, films, toneelstukken, biografieën, liedjes: keer op keer werd Pavlik geëerd als de perfecte Pionier, een waakzame partijactivist aan het thuisfront. De onzelfzuchtige moed die hij had getoond door zijn eigen vader op te offeren werd alle kinderen in de Sovjet-Unie ten voorbeeld gesteld.
De Pavlik-cultus had grote invloed op de morele normen en gevoelens van een hele generatie kinderen. Zij leerden van Pavliks verhaal dat trouw aan de staat belangrijker was dan hechten aan familierelaties: verklikken van familieleden was niet schandelijk, maar getuigde van goede burgerzin. Het was wat er van Sovjetburgers werd verwacht.
Tijdens de perestrojka kantelde de beeldvorming rondom Pavlik en tegenwoordig wordt hij algemeen afgeschilderd als een soort van Judas.